# Hans Dieter Mairinger
Hans Dieter Mairinger (* 12. April 1943 in Linz) ist ein in St. Georgen an der Gusen aufgewachsener und wohnhafter österreichischer Soziologe, Pädagoge, Autor und Übersetzer.

## Leben und literarisches Schaffen
Hans Dieter Mairinger besuchte die Bischöfliche Lehrerbildungsanstalt Linz und war Pflichtschullehrer an mehreren Schulen im Bezirk Perg (Perg, Münzbach, Pergkirchen, St. Georgen an der Gusen). Er studierte Soziologie an der Johannes-Kepler-Universität in Linz. Nach seiner Promotion wurde er als Soziologie-Professor an der Pädagogischen Akademie tätig.
Er begann mit der Veröffentlichung von Texten in Literaturzeitschriften (Die Rampe, Facetten) und veröffentlichte 1976 sein erstes Buch mit Texten mit Dialekttexten in oberösterreichischer Mundart. Schwerpunkte waren lyrische, prosaische und dramatische Texte. Daneben erschienen auch  Satiren, Gedichte, Kurzprosa und dramatische Texte in hochdeutsch.
In intensiver Zusammenarbeit mit Komponisten wie Fridolin Dallinger, Balduin Sulzer, Werner Brüggemann, Alfred Hochedlinger oder Franz Joseph Moser entstanden zahlreiche meist auch veröffentlichte Texte für Lieder, Messen, Kantaten, Kindermusicals usw.
Mairinger beschäftigte sich auch mit Übertragung von Texten in den oberösterreichischen Dialekt (unter anderem Werke von Wilhelm Busch wie  Max und Moritz, Plisch und Plum und Hans Huckebein oder  Der kleine Prinz (2002) von Antoine de Saint-Exupéry).
Veröffentlichungen Mairingers erfolgen immer wieder in Zeitungen, Anthologien, Literaturzeitschriften. Mairinger schreibt auch Texte für Rundfunk und Fernsehen und wird zu Lesungen im In- und Ausland eingeladen.

## Mitgliedschaften
- Club der Begegnung
- Internationales Dialektinstitut (IDI)
- IG Autorinnen Autoren
- Zülow Gruppe im Kunstverein Galerie Landes-Kulturzentrum Oberösterreich, Ursulinenhof, Linz
- Österreichische Dramatikervereinigung
- Stelzhamer-Bund

## Auszeichnungen
- 1976 Publikumspreis der Arbeiterkammer Oberösterreich
- 1979 3. Preis für Kurzprosa Dr.-Ernst-Koref-Preis
- 1982 Mundartprosapreis des Stelzhamer-Bundes
- 1982 Maurus-Lindemayr-Volksstückpreis
- 1992 Hauptpreis beim 1. Österreichischen Haiku-Wettbewerb
- 1994 Leopold-Wandl-Preis
- 1995 Kulturpreis der Gemeinde St. Georgen an der Gusen
- 2002 Kulturmedaille des Landes Oberösterreich
- 2012 Lyrikpreis Lyrik/Prosa/Märchenpreis AKUT[2]

## Werke
- Wia da stüle Ozean. Eine conditio Humana. Illustrationen von Herwig Zens, Wagner Verlag, Linz 2017, ISBN 978-3-903040-15-1
- Tot oder Leben - Kleiner Totentanz. Illustrationen von Herwig Zens, mit einem Nachwort von Ferdinand Reisinger, Wagner Verlag, Linz 2015, ISBN 978-3-903040-09-0.
- A Hümmi volla Luftballon. Mit einem Nachwort von Adolf Holl, Wagner Verlag, Linz 2015, ISBN 978-3-903040-01-4.
- Am Sunntag zua, i mecht mei Rua! Für eine Kultur der Muße, Wagner Verlag Linz, 2013, ISBN 978-3-902330-80-2.
- Es tanzt der Tod sein' Reigen. Ein Memento mori, Wagner Verlag, Linz 2011, ISBN 978-3-902330-61-1.
- A Liacht is kuma. Texte für die Weihnachtszeit, Edition Oberösterreich, Linz 2009, ISBN 978-3-7012-0048-1.
- Der Speck muass weg. Verlag Denkmayr, Linz 2007.
- Am Weg zum Liacht. Dialektgedichte, mit Holzschnitten von Herbert Friedl, Verlag Denkmayr, Linz 2007.
- Feste feiern. Poetischer Festkalender mit Bildern von Christine Ortner, Verlag Denkmayr, Linz 2007.
- Waßt überhaupt, wia gern i di hab? mit Sam McBratney und Anita Jeram, Sauerländer Verlag, Oberentsfelden 2006.
- Heiteres Librarium. Sankt Georgs-Presse, St. Georgen an der Gusen.
- Heiteres Bestiarium. Sankt Georgs-Presse, St. Georgen an der Gusen 2005.
- Der Weihnachts-Fridolin. Verlag Denkmayr, Linz 2004.
- Oberösterreichisches Adventkalenderbuch. 24 heitere und besinnliche Geschichten, Gedichte und Spiele zur Advent- und Weihnachtszeit, Verlag M. Naumann, Nidderau 2004, ISBN 3-936622-54-X.
- Da owaösterreichische Struwwipeda. Lehrreiche G'schicht'n und lustige Bulda nach Heinrich Hoffmann, Verlag M. Naumann, Nidderau 2004, ISBN 3-936622-33-7.
- Da kloane Prinz. Mühlviertlarisch. nach Antoine de Saint-Exupéry, Verlag M. Naumann, Nidderau 2003, ISBN 3-933575-83-4.
- Die Weihnachtsgeschichte auf oberösterreichisch. Verlag M. Naumann, Nidderau 2003, ISBN 3-933575-87-7.
- Heiteres Arboretum. Sankt Georgs-Presse, St. Georgen an der Gusen 2003.
- www.hoamatland.at. Eine poetische Stelzhamerbiographie in der Umgangssprache, Verlag Mosermauer, Ried im Innkreis 2001, ISBN 3-900847-97-5.
- Fröhliche Weihnacht überall ...!? Dialekttexte, Verlag Moserbauer, Ried im Innkreis 2000.
- Liebe, Lust und Kaiserschmarrn. Dialekttexte, Verlag Denkmayr, Linz 1999.
- Ischlakrapfal und Zaunakipfal. Dialekttexte, Verlag Wimmer, Bad Ischl 1995.
- Euromusical. Audio-CD, Eine musikalische Begegnung mit Europa für Kinder ab 6 Jahre, Gesamtaufnahme und 40 Playbacks auf CD, Audiobook, Musik F. Moser, Edition Helbling, Innsbruck 1995, ISBN 3-900590-73-7.
- Passion. Musik W. Brüggemann, Edition Donauton, Puchenau 1995.
- Memento. Kantate, Verlag P. Guschlbauer, Linz 1995.
- Z'Weihnachten. Dialekttexte und Lieder, Verlag Veritas, Linz 1994.
- Wie man Elefanten presst. Ein tierischer Ratgeber, Satiren, Verlag Veritas, Linz 1993, ISBN 3-85214-592-9.
- Alle guten Wünsche. Texte, Lieder und Gedichte für Feste und Feiern, gemeinsam mit Anneliese Ratzenböck, Oberösterreichischer Landesverlag, Linz 1992, ISBN 3-85214-569-4.
- Stern der Hoffnung. Gedanken zur Weihnacht, Oberösterreichischer Landesverlag, Linz 1992, ISBN 3-85214-574-0.
- In da neintn Stund. Stossseufzer, Styria Verlag, Graz 1991, ISBN 3-222-12010-2.
- Linzer Messe. Deutsche Messe, Musikkassette, Komponist W. Brüggemann, Chor Linzer Musikgymnasium, Künstler Sulzer,  Koch International, Elbigenalp 1991.
- Prost Mahlzeit. Dialekttexte, Verlag Denkmayr, Linz 1990, ISBN 3-901123-01-6.
- Freut euch und singt ein Lied. Weihnachtskantate, Musik Fridolin Dallinger, Verlag Domino, Mauerkirchen 1990.
- Kindermesse. Musik Fridolin Dallinger, Verlag Domino, Mauerkirchen 1989.
- Ein Engel kam nach Bethlehem. Texte, Spiele, Lieder, Verlag Veritas, Linz 1988 1990, ISBN 3-85214-728-X.
- Gschrappn, Gfrießer, Gfraßter. Verlag Domino, Mauerkirchen 1988, ISBN 3-902488-12-3.
- Onkel Ferdinand. Verlag Domino, Mauerkirchen 1988, ISBN 3-85410-025-6.
- Gschrappn, Gfrießer, Gfraßter. Dialekttexte, Verlag Welsermühl, Wels 1987.
- Mir san mir. Dialekttexte, Verlag Welsermühl 1987.
- Langschläfer leben länger. Satiren, Oberösterreichischer Landesverlag, Linz 1985, ISBN 3-85214-428-0.
- In Betlehem im Stall. Dialekttexte, Verlag Veritas, Linz 1982, ISBN 3-85329-346-8.
- Onkel Ferdinand. Monodram, Verlag Kellner und Plieseis, Wels 1982.
- Wehrgraben. Dokumentation - Vision, Dialekttexte, Verlag Ennsthaler Gesellschaft, Steyr 1981, ISBN 3-85068-101-7.
- Demnächst in diesem Theater. Satirische Texte, Verlag Kellner und Plieseis, Wels 1980, ISBN 3-85410-010-8.
- So wie bei Sonnenuhren. Lyrik, Kulturamt der Landeshauptstadt Linz, Abteilung Kulturorganisation und ..., Linz 1980.
- Es is a Gfrett. Dialekttexte, Oberösterreichischer Landesverlag Ried, Linz 1979, ISBN 3-85214-257-1.
- Herrgott. Meditationen in der Umgangssprache, Verlag Veritas, Linz 1979, ISBN 3-85329-136-8.
- Der Bauer kommt. TV-Beiträge, ORF, Wien 1977.
- Waun ih so schau. Dialekttexte, Verlag Welsermühl, Wels 1976.
- Landflucht.
- Die Zeitfresser.
- Alles umsonst.
- Hümmi oda Höll.